# Giorni (album Simone)
Giorni è l'album di debutto del cantante pop e rock italiano Simone Tomassini, accreditato semplicemente come Simone, pubblicato nel 2004.
Il testo di Giorni è una poesia di Vasco Rossi pubblicata nel suo libro "Diario di bordo" del 1996.

## Tracce
Testi e musiche di Simone Tomassini, eccetto dove indicato.
1. Giorni (testo: Vasco Rossi – musica: Tomassini)
2. È stato tanto tempo fa
3. Sorridendo
4. La compagnia
5. Ho incontrato una tipa
6. Rompiscatole
7. Ci sarà il sole (testo: Tomassini, Lanfranco Busnelli – musica: Tomassini)
8. Shayla Layla
9. Il mondo che non c'è
10. Nell'infinito c'è (testo: Tomassini – musica: Riccardo Di Filippo)

## Formazione
- Simone – voce, cori
- Andrea Fornili – chitarra acustica, chitarra elettrica
- Giuseppe Giuffrida – basso
- Giorgio Secco – chitarra acustica, basso, chitarra elettrica
- Francesco Corvino – batteria
- Nicolò Fragile – tastiera, cori, programmazione, pianoforte
- Riccardo De Filippo – chitarra elettrica
- Gino Marcelli – cori